# 詹姆士·蘭寶
詹姆士·蘭寶（英語：James E. Rumbaugh，1947年8月22日—），生於美國賓夕法尼亞州伯利恆，計算機科學家，專長於軟體工程與物件導向技術。曾提出物件建模技術與统一建模语言（UML）。

## 生平
在麻省理工學院取得物理學學士，在加州理工學院取得天文學碩士。在麻省理工學院取得計算機科學博士，博士論文指導教授為Jack Dennis。
在1960年代，進入迪吉多公司工作，擔任研究學者，開始程式員生涯。1968年至1994年間，在通用電器公司工作，在此期間，他提出了物件建模技術。
1994年，加入Rational Software公司，在此，他參與發展了统一建模语言。
2003年，在Rational Software被IBM併購之後，隨之進入IBM公司。2006年，退休。